# 2018年越南旅行團台灣集體脫團事件
2018年越南旅行團在台灣脫團事件，是2018年12月越南旅行團藉由新南向政策的「觀宏專案」抵達台灣旅遊的4個觀光團152人集體脫隊，是台灣歷年最大的脫逃事件，中華民國外交部與內政部移民署已註銷其電子簽證並全面追人。

## 背景
2015年11月1日，交通部觀光局與外交部領事事務局合作實施「觀宏專案」，主旨為促進印度、印尼、越南、緬甸、柬埔寨及寮國旅客組團來台觀光，預計試辦到2019年12月31日為止。
新南向政策進一步大幅度放寬新南向國家（主要是東南亞）旅客來台觀光簽證措施，給予與新南向政策有關的各國免簽證待遇，立即執行，期增加旅遊貿易、加強交流與溝通。

## 過程
2018年12月21日，有一來台5日的越南旅行團（桃園國際機場），原申請來台人數是49人，21日傍晚6時，實際入境人數是23人。
2018年12月23日，有3個越南旅行團申請來台旅遊4日（高雄國際機場），人數共183人，23日傍晚6時，實際入境130人；桃園機場的旅行團在同日上午8時，也發現有3人脫逃。
2018年12月24日，上午8時，高雄機場之旅行團發現已有128人脫逃。同日上午8時，發現桃園機場的旅行團有4人脫逃；
2018年12月25日，高雄機場之旅行團在上午8時又有一人不見，至此只剩下其中一團一領隊沒逃跑。桃園機場之旅行團在同日也發現有16人脫逃，整團全跑光。
從2018年12月23日他們入住時的監視攝影機影像看到幾乎每個人都戴著同款白帽子，以此陸陸續續化整為零脫逃，有人搭計程車離開，有人被私家車接走，還有廂型車前來接應，是人蛇集團有計畫接應，因此內政部移民署立刻透過畫面以車追人。

## 追查
初次清查後僅1人未失蹤，3人自行出境，其餘148人失蹤。到2019年1月4日，已經找到39人，還有109人至今下落不明。其中一部份尋獲的旅客承認此舉是來台不法打工。其中探親（因為不少外籍配偶是越南籍）、工作、賣淫等行為均有。
這起事件為近期旅遊脫團情形罕見，甚至各地也很少見。事件發生後，交通部觀光局表示，外交部領事事務局掌握情資，在同月24日及25日上午註銷越南International Holidays Trading Travel後續尚未入境的5團共182人的簽證。
2019年1月4日，內政部移民署提供民眾檢舉獎金，每查獲1人可獲新台幣4000元。同時在清查過程中，間接尋獲外籍人士不法活動。
2019年1月22日，與此案件相關的人蛇集團落網，至此仍然有60人在逃。
其中至目前狀況如下：
| 日期                            | 自行投案 | 查獲                  | 總計 |
| ------------------------------- | -------- | --------------------- | ---- |
| 2018年12月26日 — 2018年12月31日 | 4        | 3（嘉義、彰化和新竹） | 7    |
| 2019年1月1日 — 2019年1月7日     |          |                       | 40   |
| 2019年1月7日 — 2019年1月13日    |          |                       | 31   |
| 2019年1月14日 —                 |          |                       | 11   |
| 總計 （2019年1月29日）          |          |                       | 89   |

另外，被查獲者主要在北部被抓獲。

## 其他
2018年12月27日，行政院政務委員張景森在臉書評論此案件時稱，台灣開放中國大陸觀光客台灣個人遊初期，中國大陸觀光客逾期滯留人數曾高達千分之六；這幾年來，以觀宏專案入境的東南亞觀光客共有22萬6千人，違規人數只有414人，每千人違規人數1.8人，比吃燒餅掉的芝麻還少；中國國民黨立法委員與新聞媒體這兩天拚命攻擊新南向政策，好像觀宏專案為台灣帶來滿街的逃犯與妓女，好像台灣只能依靠中國大陸觀光客。2018年12月28日，行政院院長賴清德說，張景森的說詞當然不恰當，政府要誠實面對問題，民眾希望看到的是政府解決問題。

## 另見
- 歐洲移民危機：與人蛇集團相關，以招攬、協助有意到歐洲居留的人偷渡進入歐洲從中取利，並對歐洲國家造成各式各樣的影響。申根區的制度也讓他們在大部分的歐盟國家到處流動。
- 非法入境、逾期簽證、假結婚，是除了脫團外，人蛇集團可能用之其他手段。